# Österreichisches Archäologisches Institut

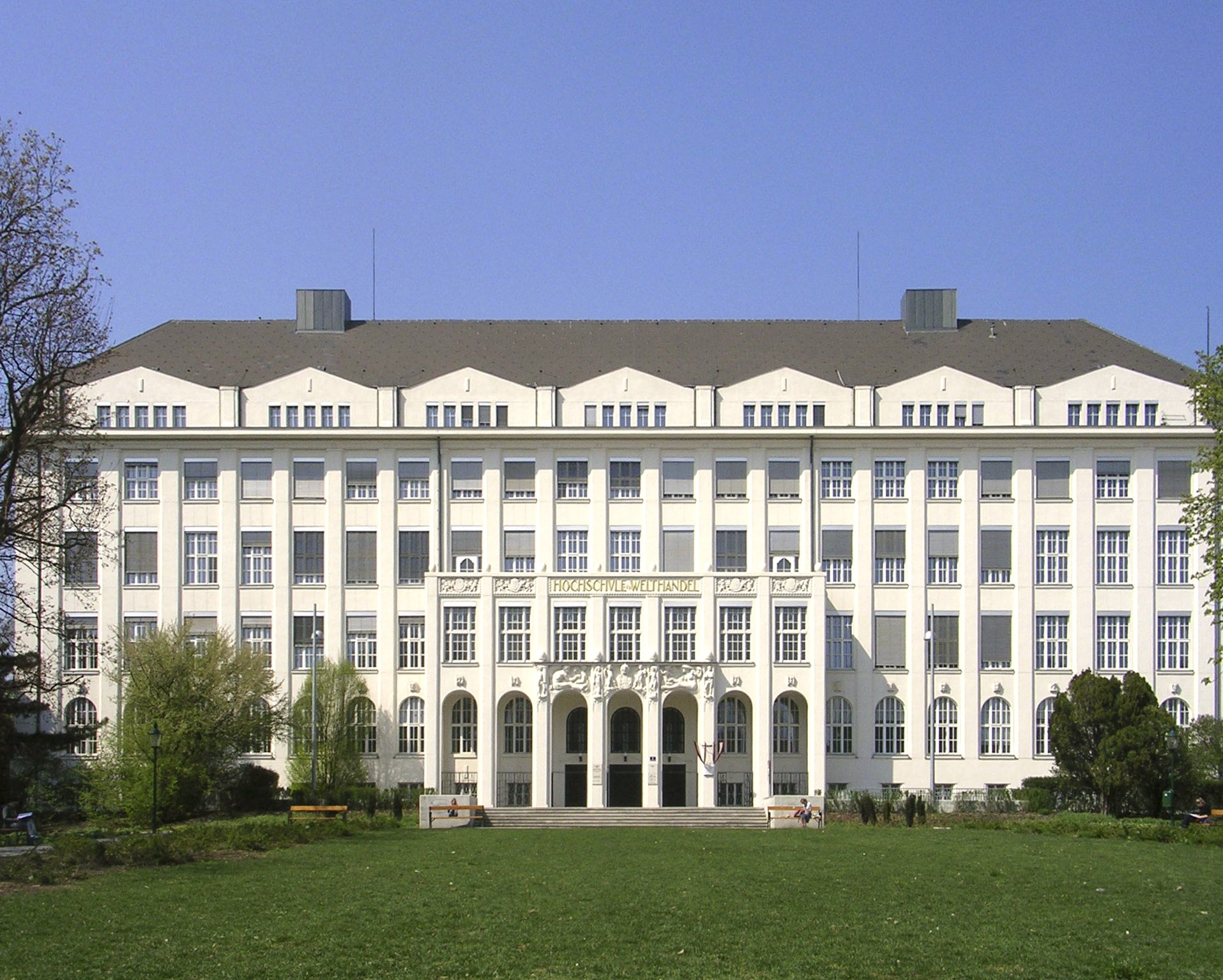
Altes Gebäude der Wirtschaftsuniversität Wien, bis 2023 u. a. Sitz des ÖAI (Foto: 2005)

Das Österreichische Archäologische Institut (abgekürzt ÖAI bzw. OeAI) ist ein Forschungsinstitut der Österreichischen Akademie der Wissenschaften (ÖAW) und führt archäologische Forschungen im Gebiet der antiken Mittelmeerkulturen, des ehemaligen Habsburgerreiches durch.

## Geschichte
Das ÖAI wurde 1898 gegründet; erster Direktor wurde der Wiener Archäologieprofessor Otto Benndorf. Wichtigste Aufgabe des Instituts in seiner Anfangszeit waren die bereits 1895 von Benndorf begonnenen Ausgrabungen in Ephesos. Daneben unterhielt es Zweigstellen in Konstantinopel (kurzfristig), Smyrna und Athen, wo unter anderem Josef Keil und Adolf Wilhelm wirkten. Grabungen wurden an verschiedenen Orten auf der Peloponnes durchgeführt, in Österreich selbst vor allem in Carnuntum, das zusammen mit Ephesos ein ständiges Zentrum der Arbeit des Instituts blieb.
Nach dem Ersten Weltkrieg musste das ÖAI seine Tätigkeiten einschränken. Die Zweigstelle in Smyrna wurde aufgegeben, das Institut selbst 1935 der Philosophischen Fakultät der Universität Wien angegliedert. Nach dem Anschluss Österreichs an Deutschland 1938 wurde das ÖAI zur „Abteilung Wien“ des Deutschen Archäologischen Instituts.
Auch nach 1945 blieb es zunächst bei der Zuordnung zur Universität Wien. Die Aktivitäten konnten in den Nachkriegsjahren ausgebaut werden (Grabungen am Magdalensberg in Kärnten ab 1948, Wiederaufnahme der Grabungen in Ephesos 1955). Die Zweigstelle in Athen wurde 1964 wieder eröffnet, eine neue in Kairo kam 1973 hinzu.
1981 wurde das ÖAI wieder zu einer eigenständigen, dem Wissenschaftsministerium unterstellten Forschungseinrichtung. Als außeruniversitäre Forschungseinrichtung, die der österreichischen Bundesverwaltung unterstand, war das ÖAI beispielsweise mit dem Deutschen Archäologischen Institut vergleichbar. Mit 1. Jänner 2016 verlor es diese Stellung wieder und wurde organisatorisch in die Österreichische Akademie der Wissenschaften (ÖAW) eingegliedert.
Mit Jänner 2021 wurden das Institut für Kulturgeschichte der Antike (IKAnt) und das Institut für Orientalische und Europäische Archäologie (OREA) in das ÖAI eingegliedert, das somit nun die größte Forschungseinrichtung im Bereich der Archäologie und Altertumswissenschaften in Österreich darstellt.
Im Gebäude der Wiener Postsparkasse, die nunmehr als Wissenschaftscampus dient, wurden Anfang der 2020er Labore eingerichtet.

## Direktoren
- 1898–1907 Otto Benndorf
- 1907–1909 Robert von Schneider
- 1910–1933 Emil Reisch
- 1935–1949 Camillo Praschniker
- 1935–1945 Rudolf Egger
- 1949–1956 Josef Keil
- 1951–1953 Otto Walter
- 1953–1969 Fritz Eichler
- 1969–1985 Hermann Vetters
- 1985–1986 Herma Stiglitz (geschäftsführende Vizedirektorin)
- 1986–1994 Gerhard Langmann
- 1994 Dieter Knibbe (provisorischer Leiter)
- 1994–2006 Friedrich Krinzinger
- 2007–2009 (kommissarisch) Johannes Koder
- 2009–2024 Sabine Ladstätter[4]

## Publikationen

### Zeitschriften
- Ägypten und Levante/Egypt and the Levant[5]. Internationale Zeitschrift für ägyptische Archäologie und deren Nachbargebiete / International Journal for Egyptian Archaeology and Related Disciplines. ISSN 1015-5104
- Archaeologia Austriaca[6]. Zeitschrift zur Archäologie Europas / Journal on the Archaeology of Europe. ISSN 0003-8008 sowie ISSN 1816-2959 (online)
- Carnuntum Jahrbuch[7]. Zeitschrift für Archäologie und Kulturgeschichte des Donauraumes. ISSN 1025-2320 sowie ISSN 1728-015X (online)
- Jahreshefte des Österreichischen Archäologischen Institutes in Wien[8] (abgekürzt ÖJh, seltener JÖAI). Bis Jahrgang 2007 gemeinsam mit dem Jahresbericht des Österreichischen Archäologischen Instituts (s. u.) veröffentlicht. Die Zeitschrift erschien bis Jahrgang 2009 im Verlag der Österreichischen Akademie der Wissenschaften Wien, seit 2010 erscheinen die Jahreshefte im Verlag Holzhausen ISSN 2309-1207.
- Wiener Studien[9]. Zeitschrift für Klassische Philologie, Patristik und Lateinische Tradition. ISSN 0084-005X sowie ISSN 1813-3924 (online)

### Reihen
- Archäologische Forschungen[11]
- Archaeology of Egypt, Sudan and the Levant (AESL)[12]
- ARETE. Publikationen des Österreichischen Archäologischen Instituts in Athen[13]
- Corpus Signorum Imperii Romani (CSIR)[14]
- Corpus Vasorum Antiquorum (CVA)[15]
- Der römische Limes in Österreich[16]
- Ergänzungshefte zu den Jahresheften des Österreichischen Archäologischen Institutes in Wien (ErgÖJh)[17]
- Forschungen in Ephesos (FiE)[18]
- Forschungen in Limyra (FiLim)[19]
- Fundmünzen der römischen Zeit in Österreich[20]
- Fundmünzen aus Usbekistan[21]
- Mitteilungen der Prähistorischen Kommission (MPK)[22]. ISSN 0065-5376
- Moneta Imperii Romani[23]
- Mykenische Studien[24], zuvor (bis 2013) auch „Veröffentlichungen der Kommission für mykenische Forschung“ und „Veröffentlichungen der Mykenischen Kommission“
- Oriental and European Archaeology (OREA)[25]
- Perspectives in Balkan Archaeology (PeBA)[26]
- Reallexikon zur byzantinischen Kunst[27]
- Sonderschriften des Österreichischen Archäologischen Instituts (SoSchrÖAI)[28]. ISSN 1998-8931
- Supplementum Epigraphicum Graecum (SEG)[29]. ISSN 0920-8399
- Sylloge Nummorum Parthicorum[30]
- Sylloge Nummorum Sasanidarum[31]
- Tituli Asiae Minoris (TAM)[32]
- Tituli Asiae Minoris, Ergänzungsbände (ETAM)[33]
- Untersuchungen der Zweigstelle Kairo des Österreichischen Archäologischen Institutes (UZK)[34]
- Veröffentlichungen zur Epigraphik[35]
- Veröffentlichungen zur Numismatik[36]

### Jahresberichte
- seit 2021: Österreichisches Archäologisches Institut Jahresbericht[38]
- 2014–2020: OREA Jahresbericht[39], erschienen von 2014 bis 2020
- 2008–2020: Wissenschaftlicher Jahresbericht des ÖAI[40]

## Aktuelle Projekte
Im Jahr 2010 waren folgende Forschungsprojekte aktuell:
Österreich:
- Carnuntum
- Engelhartstetten
- Frankenau/Strebersdorf im Burgenland,
- Frauenberg bei Leibnitz/Steiermark,
- Mautern
- Flavia Solva
- Zwentendorf

Ausland:
- Zohor in der Slowakei
- Nemescsó in Ungarn
- Isola/Izola in Slowenien
- Ločica in Slowenien
- Aigeira in Griechenland
- Gremoulias in Griechenland
- Lousoi in Griechenland
- Ephesos in der Türkei
- Limyra in der Türkei
- Tell el-Dab’a/Auaris/Pi-Ramesse in Ägypten

## Auszeichnungen
- Winckelmann-Medaille des Deutschen Archäologischen Instituts